# Stephen Crane
Stephen Crane (1 de novembro de 1871 - 5 de junho de 1900) foi um romancista estado-unidense, poeta e jornalista, nascido em Newark, New Jersey. 
Era o 14.º filho de um pastor metodista. Desde muito cedo (com 8 anos) começa a escrever. Após a morte da mãe, em 1890, parte para Nova Iorque, onde trabalha como freelancer. A sua primeira obra, Maggie-A girl of the streets,constitui o primeiro momento do movimento naturalista americano.
Contudo, a sua obra mais importante continua a ser The Red Badge of Courage: An Episode of the American Civil (Brasil: A glória de um covarde: um episódio da Guerra Civil americana / Portugal: A Insígnia Vermelha da Coragem), que é um documento extraordinário sobre a guerra de secessão. Contemporâneo e admirador de H. G. Wells, amigo de Joseph Conrad, foi jornalista em Cuba e na Grécia. Morreu na Alemanha com apenas 28 anos, vítima de tuberculose.

## Obras seleccionadas
- Maggie: A Girl of the Streets (1893)
- Brasil: A glória de um covarde: um episódio da Guerra Civil americana / Portugal: A Insígnia Vermelha da Coragem - no original The Red Badge of Courage (1895)
- The Black Riders and Other Lines (1895)
- George's Mother (1896)
- The Open Boat and Other Tales of Adventure (1898)
- War is Kind (1899)
- Active Service (1899)
- The Monster and Other Stories (1899)
- Wounds in the Rain (1900)
- Great battles of the world (1901)
- The O'Ruddy (1903)